# З'їзд Фронту Полісаріо
З'їзд Фронту Полісаріо (араб. مؤتمر جبهة البوليساريو, ісп. Congreso del Frente Polisario) є вищим керівним органом Фронту Полісаріо, який має повноваження вирішувати основні завдання політичної, організаційної, військової, соціальної, економічної, дипломатичної, медійної, культурної та інших сфер Фронту та Сахравійської Республіки.
З'їзду проводиться кожні три роки, при цьому Національний секретаріат Фронту може відкласти його на рік. Серед учасників з'їзду є обрані активісти, члени Національного секретаріату та уряду, посли, місцеві політичні діячі, члени Генерального штабу Сахравійської Народно-визвольної армії, делегати, обрані від кожного військового регіону, представники масових і студентських організацій, голови муніципалітетів та делегати, які представляють сахравійську спільноту за кордоном.
З'їзди оцінюють період між двома конгресами, ухвалюють програму національних дій, переглядають положення Основного закону Полісаріо та Конституції Сахравійської Арабської Демократичної Республіки, обирають як Генерального секретаря Фронту Полісаріо, так і членів Національного секретаріату, який є керівним органом, здатним приймати важливі рішення від імені Фронту між з'їздами.

## З'їзди
На сьогоднішній день, було проведено 16 чергових і один позачерговий з'їзд.
| З'їзд              | Названий на честь мученика    | Тривалість               | Обрані                | Місце проведення |
| З'їзд              | Названий на честь мученика    | Тривалість               | Генеральний секретар  | Місце проведення |
| ------------------ | ----------------------------- | ------------------------ | --------------------- | ---------------- |
| 1-й з'їзд          | Мухаммед Сіді Брагім Бассі    | 29 квітня–1 травня 1973  | Брагім Галі           | Зуерат           |
| 2-й з'їзд          | Абдеррагман Абделахе          | 25–31 серпня 1974        | Ель-Уалі Мустафа Сеїд |                  |
| 3-й з'їзд          | Ель-Уалі Мустафа Сеїд         | 25–28 серпня 1976        | Мухаммед Абдельазіз   |                  |
| 4-й з'їзд          | Сід Гейдуґ                    | 25–30 вересня 1978       | Мухаммед Абдельазіз   |                  |
| 5-й з'їзд          | Башір Салє                    | 12–16 жовтня 1982        | Мухаммед Абдельазіз   |                  |
| 6-й з'їзд          | Мухаммед Ламін Абба Шей       | 7–10 грудня 1985         | Мухаммед Абдельазіз   |                  |
| 7-й з'їзд          | Сіді Азман                    | 28 квітня–1 травня 1989  | Мухаммед Абдельазіз   |                  |
| 8-й з'їзд          | Булаге Талєб Омар             | 17–19 червня 1991        | Мухаммед Абдельазіз   |                  |
| 9-й з'їзд          | Шей Башрі Гамаді              | 19–26 серпня 1995        | Мухаммед Абдельазіз   |                  |
| 10-й з'їзд         | Ахмед Салєм Мухаммед Ембарек  | 26 серпня–4 вересня 1999 | Мухаммед Абдельазіз   |                  |
| 11-й з'їзд         | Емборік Лабейд Брагім Аль-Абд | 12–19 жовтня 2003        | Мухаммед Абдельазіз   |                  |
| 12-й з'їзд         | Месауд Ембарек Ахмед Лехсан   | 14–20 грудня 2007        | Мухаммед Абдельазіз   | Тіфаріті         |
| 13-й з'їзд         | Махфуд Алі Бейба              | 15–22 грудня 2011        | Мухаммед Абдельазіз   | Тіфаріті         |
| 14-й з'їзд         | Джаліл Сіді Емхамед           | 16–20 грудня 2015        | Мухаммед Абдельазіз   | табір Дахла      |
| Позачерговий з'їзд | Мухаммед Абдельазіз           | 8–9 липня 2016           | Брагім Галі           | табір Дахла      |
| 15-й з'їзд         | Буджарі Ахмед Барікал-ла      | 19–23 грудня 2019        | Брагім Галі           | Тіфаріті         |
| 16-й з'їзд         | М'хамед Джаддад               | 13–22 січня 2023         | Брагім Галі           | табір Дахла      |